# Camptochaeta uncifera
Camptochaeta uncifera är en tvåvingeart som beskrevs av Heikki Hippa och Pekka Vilkamaa 1994. Camptochaeta uncifera ingår i släktet Camptochaeta och familjen sorgmyggor.
Artens utbredningsområde är Myanmar. Inga underarter finns listade i Catalogue of Life.